# Orchestre symphonique de Montréal
Das Orchestre symphonique de Montréal (OSM; engl. Montreal Symphony Orchestra, MSO) ist eines der weltweit führenden Sinfonieorchester. Es hat seinen Sitz in der kanadischen Stadt Montreal. Die Aufführungen finden hauptsächlich im Kulturzentrum Place des Arts statt. Das OSM ist eines der beiden Hausorchester der Opéra de Montréal.

## Geschichte

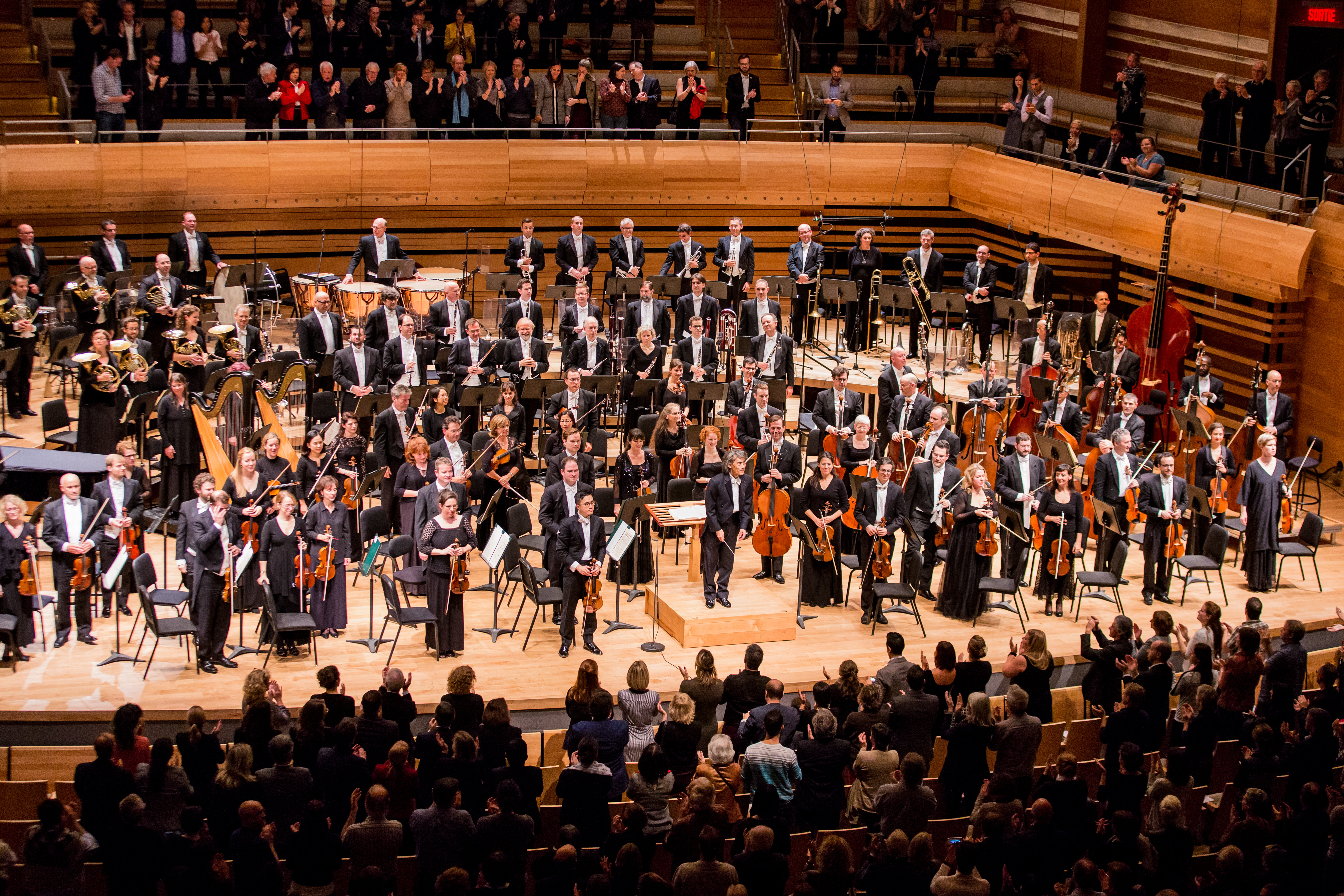
Das Orchestre symphonique de Montréal nach einem Auftritt unter Kent Nagano

Es gab insgesamt vier Sinfonieorchester mit diesem Namen. Das erste wurde 1845 gegründet und löste sich 1896 auf. Das zweite existierte von 1898 bis 1919, das dritte von 1927 bis 1929. 
Die Gründung des heutigen Montrealer Sinfonieorchesters im Jahr 1934 geht auf Bemühungen von Wilfrid Pelletier zurück. Das erste Konzert der Société des concerts symphoniques de Montréal fand am 14. Januar 1935 statt. 1954 nahm das Orchester seinen heutigen Namen an.
Das OSM erhielt bisher zwei Grammys: 1996 für die Aufnahme der Oper Les Troyens von Hector Berlioz und 2000 für die Aufnahme von Bartóks 3. Klavierkonzert mit Martha Argerich.
Die Salzburger Festspiele 2018 eröffnete das OSM – unter der Leitung von Kent Nagano – mit der Lukaspassion von Krzysztof Penderecki aus dem Jahre 1966. Nach dem Abschied von Kent Nagano im August 2020 wurde im Januar 2021 Rafael Payare zum Nachfolger ernannt, zunächst als designierter Musikdirektor (ab Saisonbeginn 2021/22), dann als Musikdirektor des Orchesters (ab Saisonbeginn 2022/23).

## Chefdirigenten
- Wilfrid Pelletier, 1935–1940
- Désiré Defauw, 1941–1952
- Otto Klemperer, 1950–1953
- Igor Markevitch, 1957–1961
- Zubin Mehta, 1961–1967
- Franz-Paul Decker, 1967–1975
- Rafael Frühbeck de Burgos, 1975–1976
- Charles Dutoit, 1977–2002
- Jacques Lacombe, Principal Guest Conductor, 2002–2006
- Kent Nagano, 2006–2020
- Rafael Payare, seit 2022